# Pramana
Pramāṇa (fonte di conoscenza, in sanscrito  प्रमाण o pramāṇa) è un termine epistemologico nella filosofia indù e buddista nella dialettica, nel dibattito e nel discorso.
Pramāṇavāda e Hetuvidyā (因明) possono essere tradotte in lingua italiana come epistemologia (indiana) e logica (buddista).

## Induismo
Diverse correnti di filosofia indù accettano diverse categorie di Pramāṇa.
Il Pramāṇa è una parte di un tripuţi (trio) del pramā (la corretta conoscenza di qualsiasi idea pervenuta da un ragionamento approfondito, in sanscrito), vale a dire,
1. Pramātā (< pramātŗ), il soggetto, il conoscitore
2. Pramāņa, il significato di ottenere la conoscenza
3. Prameya, l'oggetto, il conoscibile

Le moderne scuole buddiste non utilizzano particolarmente questi tre termini distinti, ma utilizzano le tre sfere "(in sanscrito: trimaṇḍala; tibetano: 'khor gsum):
1. soggetto
2. oggetto e
3. azione.[2]

## Buddismo tibetano
Il Padmākara Translation Group (2005: p. 390) nota che:

A rigor di termini, pramana (tshad ma) significa "cognizione valida". In pratica, si riferisce alla tradizione, principalmente associata ai Dignaga e Dharmakirti, della logica (rig rtags) e dell'epistemologia (Blo rigs).

Il buddismo rifiuta alcune delle premesse della teoria pramana, in particolare l'uso dei testi religiosi (āgama), come unica fonte di conoscenza valida.
Nel buddismo, i due maggiori studiosi di pramāṇa sono Dignaga e Dharmakirti. 
Essi vissero in un momento di dibattito rigoroso con le scuole indù, e Dignaga sviluppò un nuovo approccio logico in questi dibattiti. Dharmakirti continuò un secolo più tardi.